# Ribes pallidiflorum
Ribes pallidiflorum är en ripsväxtart som beskrevs av Antonina Ivanovna Pojarkova. Ribes pallidiflorum ingår i släktet ripsar, och familjen ripsväxter. Inga underarter finns listade i Catalogue of Life.

## Bildgalleri

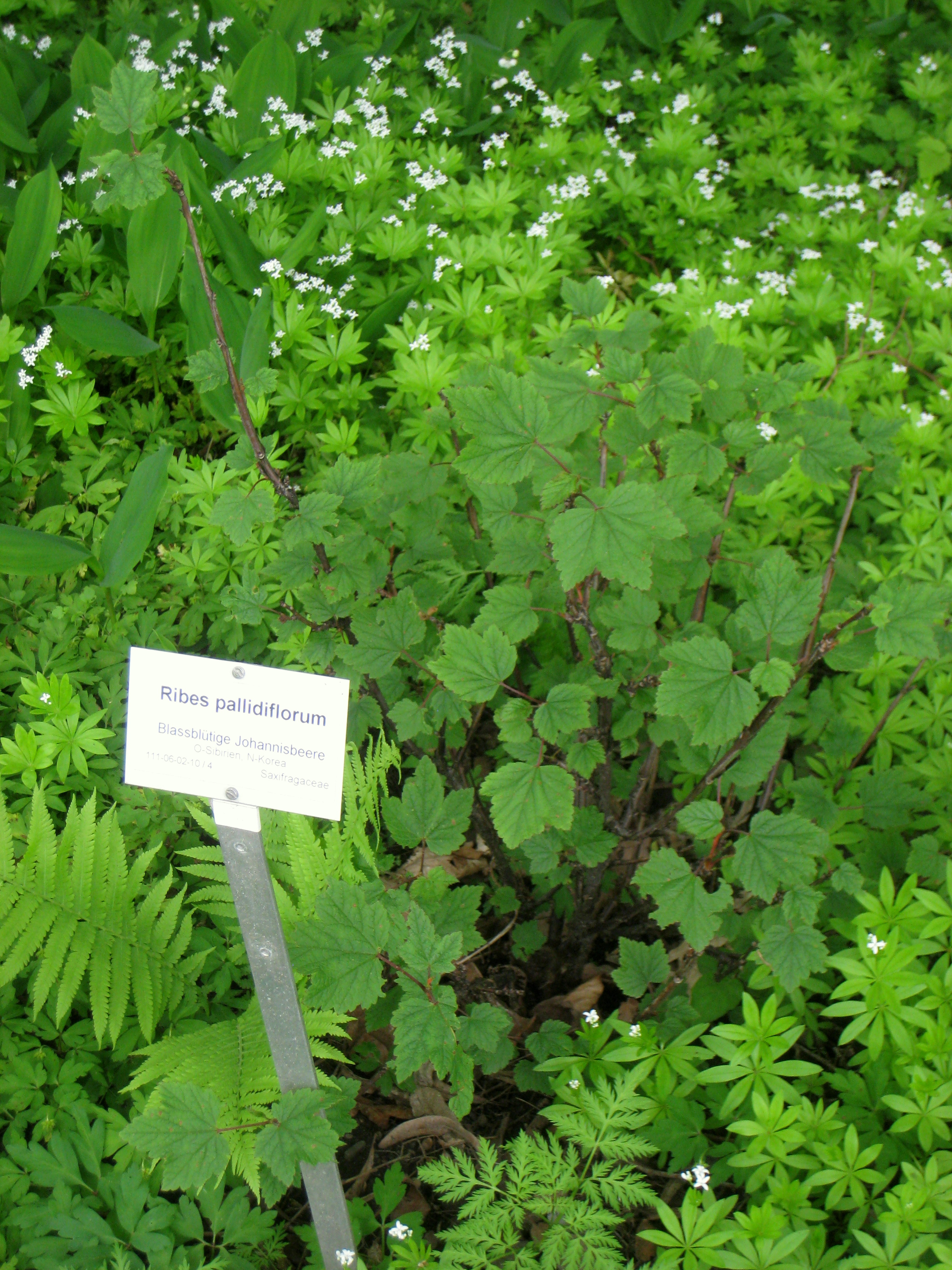